# Angol
Angol és una ciutat de Xile de la regió de l'Araucania. Amb 53.262 persones, la comuna té una superfície de 	1194.4 km² (datació del cens de 2017). Va ser fundada el 1553.